# Malen'kaja princessa
Malen'kaja princessa (Маленькая принцесса) è un film del 1997 diretto da Vladimir Grammatikov.

## Trama
Il capitano Crewe porta la sua amata figlia Sarah, che lui chiama "la piccola principessa", in uno dei collegi migliori e più costosi affinché riceva una buona educazione. Lui stesso è costretto ad andarsene per un po' '. La ragazza gentile ha subito trovato buoni amici alla pensione. Tutti gli insegnanti l'adoravano, tranne la direttrice dell'istituto, la signorina Minčin. All'improvviso, nel giorno del suo compleanno, Sarah viene a sapere che suo padre è morto, è rimasta orfana e, per la gioia della maliziosa Miss Minčin, assolutamente indigente.